# 完全変態

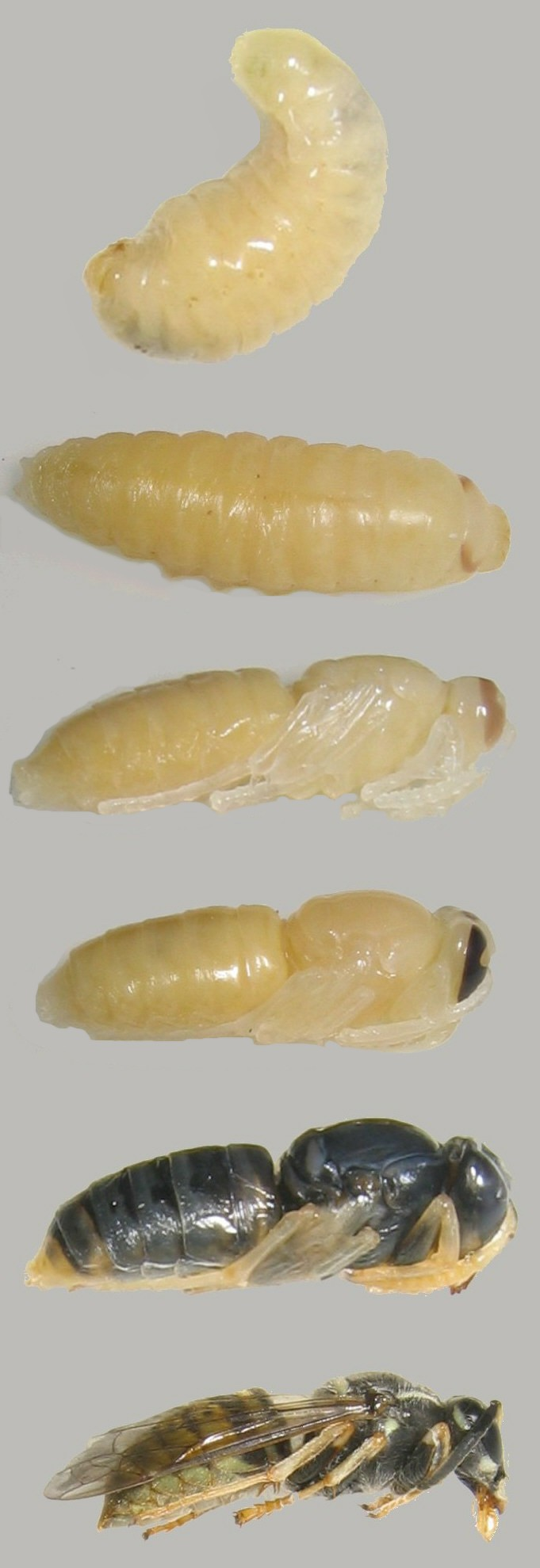
完全変態昆虫（ハチ）のライフステージ。卵は書かれていない。3段階目、4段階目、5段階目の写真は蛹が齢を重ねる様子を撮ったもの

完全変態（かんぜんへんたい、英：Holometabolism）とは、卵→幼虫→蛹→成虫という昆虫のライフステージ（変態様式）である。蛹を挟んで幼虫と成虫の形態は大きく異なる。完全変態は完全変態亜節の共有派生形質である。幼虫と成虫の形態と行動は別々の活動に適応している。例えば幼虫の形質は摂食と成長に最大限効果を発揮するが、成虫の形質は移動、交尾、産卵に最大限効果を発揮する。いくらかの完全変態の種では幼虫が成虫との競争を避けるために別のニッチに存在する。完全変態する昆虫の一部は子を守り、給餌する。なお、昆虫における他の変態の様式には無変態と不完全変態がある。

## 成長段階
4つの成長段階があり、それぞれの形態と機能がある。

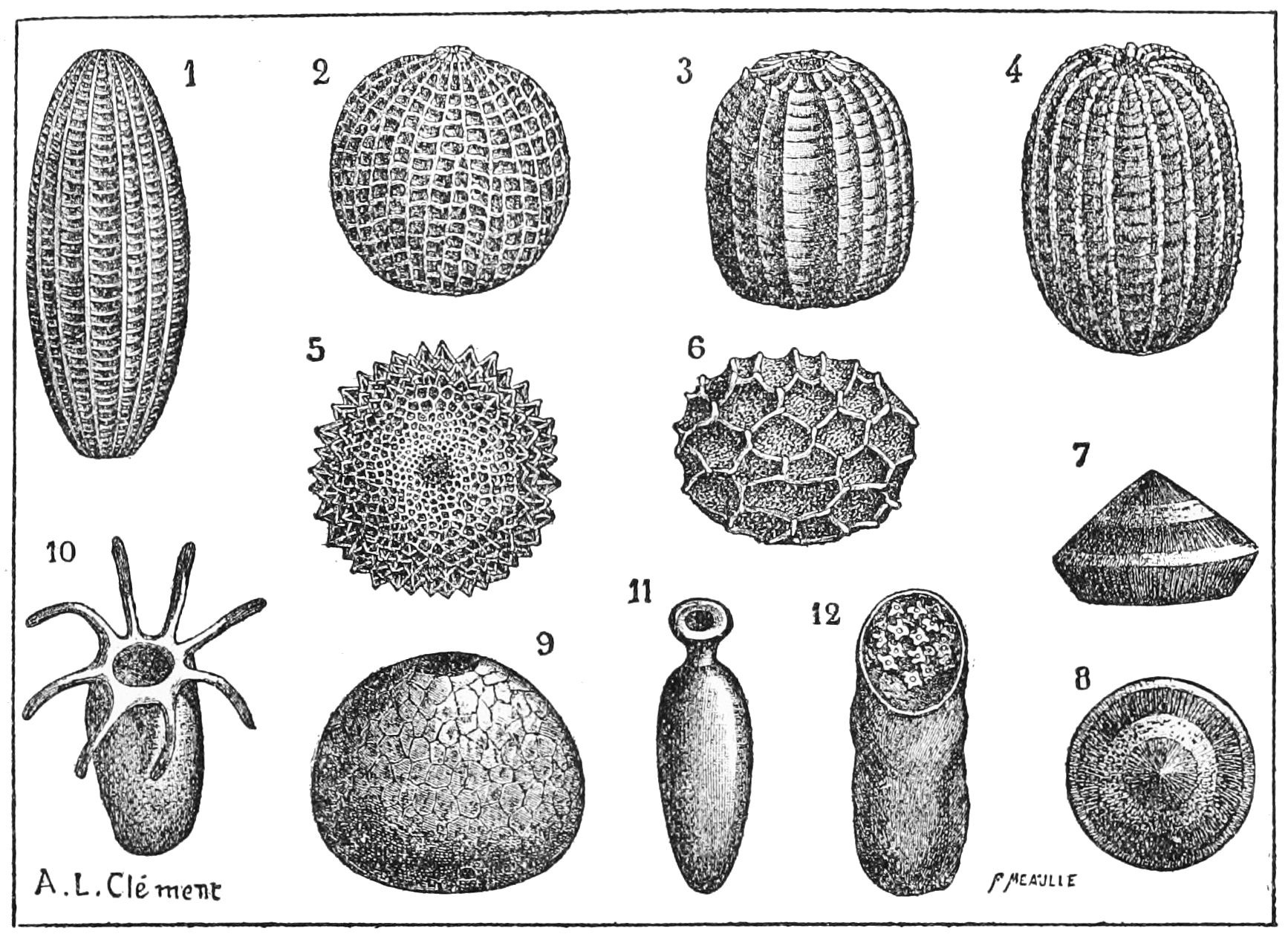
様々な昆虫の卵

### 卵
昆虫の生活環の最初の段階は卵である。単細胞から分裂し、最終的には孵化の前に幼虫の形となる。（一部の昆虫は単為生殖または一倍体で繁殖し、受精しなくても生存可能な卵を産む。）ほとんどの昆虫では卵の期間はとても短く、数日である。しかし、極限状態を避けるために卵の段階で冬眠したり、休眠したりすることがあり、この場合、卵の段階が数か月続くことがある。ツェツェバエやアブラムシ (※ただし不完全変態) など、産卵の前に卵が孵化する種もある。

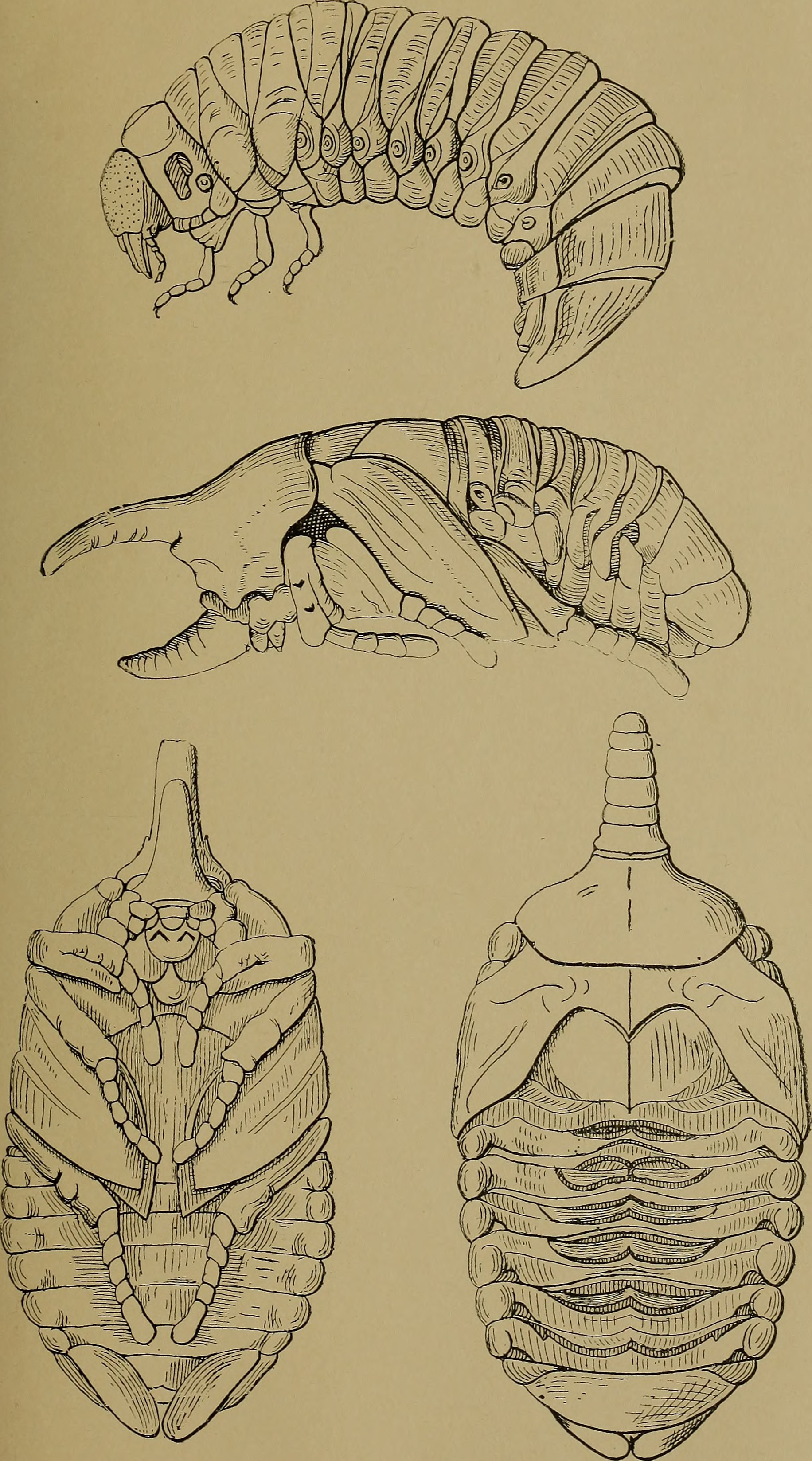
カブトムシの一種であるヒルスシロカブトの幼虫と蛹。

### 幼虫
完全変態の生活環の2段階目は幼虫である。多くの成虫が、幼虫の孵化後にすぐに餌を食べられるよう、餌の上に卵を産み付ける。幼虫は翅も翅芽も全くなく、複眼でなく単眼である。ほとんどの種で、幼虫は可動性があるイモムシ型をしている。幼虫は体のタイプから以下に区分できる。
- コメツキムシ型: コメツキムシ科の幼虫のようなタイプ。
- イモムシ型: キャタピラー 状であり、チョウ目やハバチ亜目、カ亜目など。
- コガネムシ型: コガネムシ科の幼虫など。丸まっており、地中を進むのに適す。
- ウジムシ型: ハエ亜目の幼虫に典型的。脚がない。
- カムポディア型: カムポディア に典型的。細長く、直線的、平らで、活動的で、機能的な脚がある。

幼虫期は、成長と変態に必要な物質とエネルギーを獲得し、蓄積するためにさまざまに適応している。ほとんどの完全代謝昆虫は、成長および発達する際に、いくつかの幼虫段階、または齢を通過する。 幼虫は、幼虫の各段階を通過するために脱皮しなければならない。ほとんどの場合、齢の前後は外形的には非常に似ておりサイズが異なるだけだが、行動、色、毛、棘、さらには脚の数など、多くの特徴が変化する場合もある。幼虫の段階間での差異は過変態を持つ昆虫で特に顕著である。一部の昆虫では、幼虫の最終段階は「前蛹」と呼ばれ、何も食べず、非活動的になる。

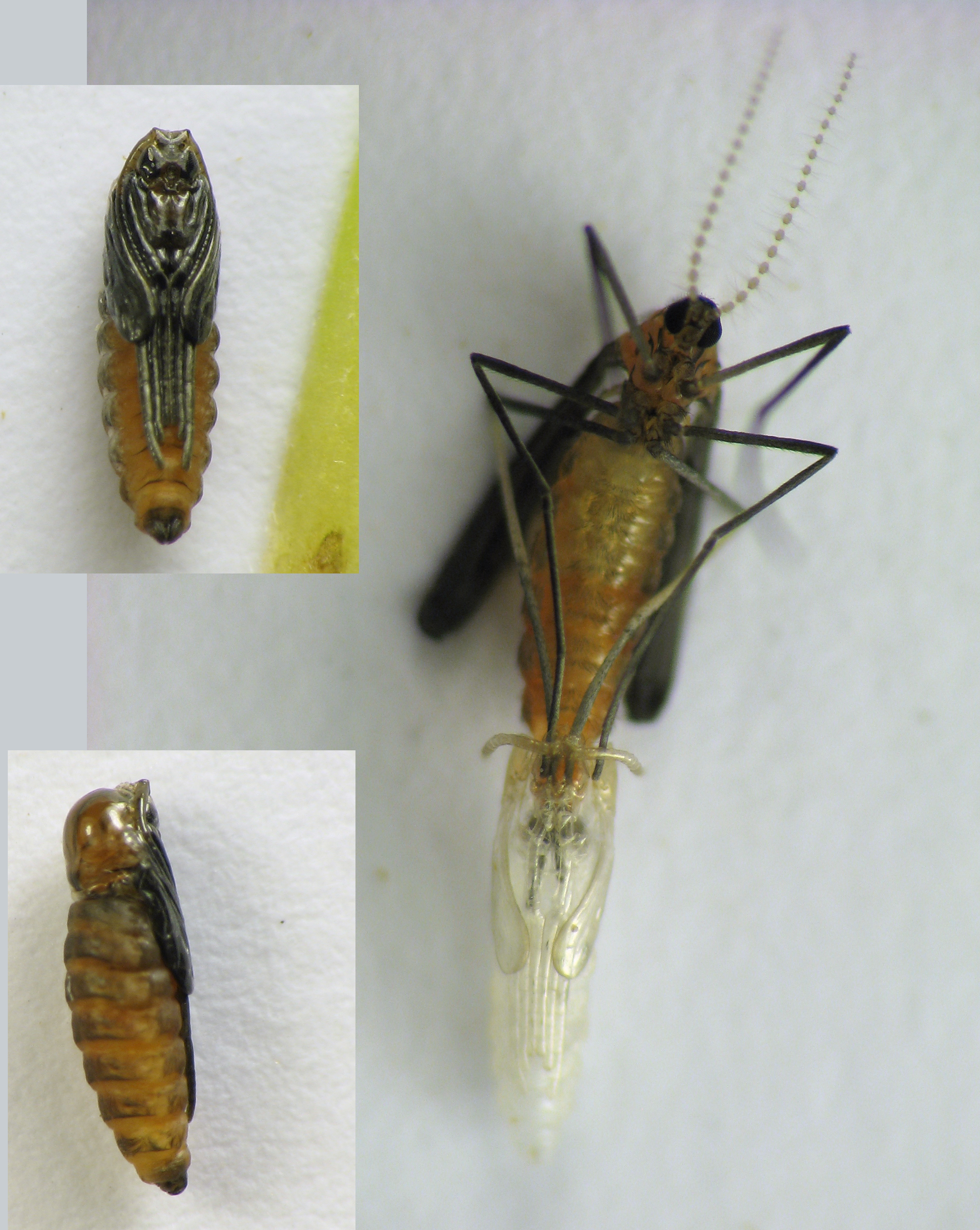
タマバエの一種が蛹から成虫に羽化する様子。

### 蛹
完全変態の3番目のステージは蛹である。幼虫が変態して蛹になる。蛹は静止・非摂食の発達段階である。ほとんどの種で蛹はほとんど動かないが、カなどの一部の種の蛹は動く。蛹化の準備として、多くの種の幼虫は、安全な場所を探したり、吐き出す糸や自分の蓄積した糞などの他の物質で保護繭を作る。蛹で休眠する種もいる。蛹の段階で、昆虫の生理機能と機能構造が、内部と外部の両方で劇的に変化する。蛹はobtect型、exarate型、coarctate型の3タイプに分類される。Obtect型は脚が内部にしまい込まれており、例えばチョウの蛹が該当する。Exarate型は脚が外に出ており、動かすことができる。Coarctate型は幼虫の皮膚の中で蛹になる。

### 成虫
完全変態の最終形態は成虫である。（二次的に喪失した種を除き）成虫は翅があり、機能する繁殖器官がある。ほとんどの成虫は蛹から羽化した後は成長しない。成虫時に全く摂食せず、完全に交尾と繁殖に専念する種もいる。一部の種では、成虫への羽化時に有糸分裂が終了し、分裂細胞は特定の器官に限定される。Cyrtodiopsis dalmanni はそのような種の1 つであり、成虫期には摂食するが、体も大きくならず、栄養は内部生殖構造の成長のために利用される。

## 完全変態の進化的背景
45％から60％の現生昆虫種が完全変態昆虫である。完全変態昆虫の幼虫と成虫の形態については、通常は異なる生態的地位を占めることで、餌資源の競争が避けられる。これが、完全変態昆虫の形態的・生理的な非常な多様性を生み出された鍵と考えられる。
最新の分子系統解析から、完全変態昆虫は単系統群である。これは、完全変態が進化史上一度だけ獲得されたことを意味する。古生物学的証拠から、最初の有翅類が古生代に出現したことがわかっている。石炭紀の化石試料（約3億5千万年前）には、既に飛行能を有する翅を持つ多様な昆虫が存在したことが示されている。これらの化石記録から、原始的な無翅昆虫と古い有翅昆虫は無変態であったことがわかっている。石炭紀の終わりまでに、そしてペルム紀にかけて（約3億年前）、ほとんどの有翅類は孵化後に若虫と成虫の段階に至る不完全変態が既に進化していた。最完全変態昆虫と考えらえる最古の化石はペルム紀の地層（約2億8千万年前）から見つかっている。系統解析から完全変態亜節の姉妹群は準新翅亜節であり、不完全変態の種や新変態の種が多くいる
。最大節約法による系統解析から、完全変態昆虫は不完全変態昆虫の祖先に由来することがわかっている。

## 完全変態の起源についての説
昆虫における完全変態の起源は長く続く論争のテーマであり、時には激しい議論の対象となってきた。最初の説の一つは、ウイリアム・ハーベーによって1651年に提唱された。ハーベーは、昆虫の卵に含まれる栄養素が非常に不足しているため、発生が完了する前に胚を強制的に孵化させるという選択の結果が完全変態だと提唱した。孵化後の幼生期に、「脱胚化」された動物は外部環境から資源を蓄積し、蛹段階に達するが、ハーベーはこれを完全な卵の形と見なした。しかし、ヤン・スワンメルダムは解剖研究を行い、蛹の形態は卵のようなものではなく、むしろ幼虫と成虫の間の移行段階であることを示した。
1833年に、ジョン・ラボックはハーヴェイの仮説を復活させ、完全変態の起源と進化は胚の早熟羽化によって説明できると主張した。不完全変態の種の幼虫（若虫）は成虫に似ているが、これは卵殻の中で全ての発生段階を完了する胚を持つと考えた。完全変態の種は卵の中での発育が不完全なため幼虫はイモムシ形であり、蛹の段階を経る必要があると考えた。議論は20世紀を通じて続き、何人かの著者 (例えばCharle Pérez 1902 年) は早熟羽化説を風変わりだと主張し、逆にAntonio Berlese はそれを1913年に有力な理論として再確立し、Augustus Daniel Immsは1925年からアングロサクソンの読者の間でこの説を広く普及させた（レビューについてはWigglesworth 1954)。進化と発生の分野でさらなる議論を引き起こしたこの「早熟羽化説」の最も論争の的となっている側面の 1 つは、不完全変態の幼虫（若虫）の段階が完全変態の蛹の段階に対応するという提唱であった。この説に対する批判者（最も顕著な者はH. E. Hinton）は、孵化した後の段階は不完全変態と完全変態で同等であり、不完全変態の幼虫の齢が完全変態の蛹に相当すると主張した。より最近の見解では、不完全変態から完全変態への進化については、この2つの考え方の間で揺れ動いている。
J.W. Truman と L.M. Riddifordは、1999年に、変態の内分泌制御に焦点を当てて、「早熟羽化説」を復活させた。彼らは、不完全変態の種は3回の胚の「脱皮」の後に成虫に似た幼虫の形に孵化するのに対し、完全変態の種は2回の胚の「脱皮」の後に成虫とは非常に異なる幼虫として孵化すると仮定した
。しかし、2005に、B. KonopováとJ. Zrzavýは、不完全変態と完全変態の種の広範な微細構造研究を報告し、両グループの全ての種の胚が3枚の表皮の沈着物を生み出すことを示した。唯一の例外はハエ目Cyclorrhapha(ハエ下目のランクなしの階級で、キイロショウジョウバエを含む）で、おそらく3枚目の表皮を二次的に喪失したことで、2枚の表皮しか持っていない。早熟羽化説の批判者はまた、完全変態の幼虫の形態は、不完全変態の幼虫（若虫）の形態よりも特殊化されていることが非常に多いと主張している。 X. Belles は、カジツバエ の蛆が「初期の胚段階で孵化した蠕虫状の無脚の生物、とは考えられない」ことを示している。実際に完全変態の幼虫は非常に特殊化されている。例えば、一部の蚊のように、cardiostipesとdististipesは融合しており、これらの部分は 下顎 にも融合しており、ハエ目の幼虫の典型的な口鉤を形成している。蛆は脚がないが、これは原始的な特徴ではなく、二次的に喪失した結果である。これは不完全変態昆虫におけるかなり際だった例であるゴキブリの幼虫（若虫）よりも派生的で特殊化されている。
より最近では、昆虫の変態についてのホルモン制御に焦点が当てられることが増えたことで、不完全変態と完全変態の間の謎が埋められつつある。特に、脱皮および変態プロセスにおける 幼若ホルモン (JH) および エクジステロイド の協働について、多くの注目が集まっている。
2009年、退職した英国のプランクトン学者のDonald I. Williamsonは、米国科学アカデミー紀要に物議を醸す論文を発表した。Williamsonは、キャタピラー式の移動をする完全変態昆虫の幼虫の形態は有爪動物に由来するとし、他の生物による遺伝子交雑によって完全変態が誕生したと主張した。この論文は批判を受け、激しい議論になった。

## 完全変態を行う目
- コウチュウ目 - 甲虫類
- ハエ目 - ハエ、カ、アブなど
- ハチ目 - ハチ、アリ
- チョウ目 - チョウ、ガ
- シリアゲムシ目
- ヘビトンボ目
- Miomoptera (絶滅)
- アミメカゲロウ目
- Protodiptera (絶滅)
- ラクダムシ目
- ノミ目
- ネジレバネ目
- トビケラ目

## 参考
- Britton, Dave (2009年7月9日). “Metamorphosis: a remarkable change”.   Australian Museum. 2011年8月11日時点のオリジナルよりアーカイブ。2022年8月14日閲覧。
- Rolff, Jens; Johnston, Paul R.; Reynolds, Stuart (2019). “Complete metamorphosis of insects”. Philosophical Transactions of the Royal Society B 374 (1783):  20190063. doi:10.1098/rstb.2019.0063. PMC 6711294. PMID 31438816.